# Koppa, Chikmagalur
Koppa là một thị xã panchayat của quận Chikmagalur thuộc bang Karnataka, Ấn Độ.

## Địa lý
Koppa có vị trí 12°43′B 76°57′Đ / 12,71°B 76,95°Đ Nó có độ cao trung bình là 651 mét (2135 feet).

## Nhân khẩu
Theo điều tra dân số năm 2001 của Ấn Độ, Koppa có dân số 5115 người. Phái nam chiếm 51% tổng số dân và phái nữ chiếm 49%. Koppa có tỷ lệ 81% biết đọc biết viết, cao hơn tỷ lệ trung bình toàn quốc là 59,5%: tỷ lệ cho phái nam là 83%, và tỷ lệ cho phái nữ là 79%. Tại Koppa, 10% dân số nhỏ hơn 6 tuổi.